# Нуреддін Улд Алі
Нуреддін Улд Алі (араб. نور الدين ولد علي, нар. 23 червня 1972, Баб-ель-Уед) — алжирський футбольний тренер. З 2024 року очолює тренерський штаб збірної Ємену.

## Кар'єра тренера
Ніколи не граючи у футбол на професійному рівні, Улд Алі почав працювати асистентом головного тренера.
У 2018 році вперше зайняв посаду головного тренера і очолив  збірну Палестини, замінивши Хуліо Сезара Бальдів'єсо. Алжирець зумів вивести команду на Кубок Азії 2019 року в ОАЕ.